# Юдин, Виктор Владимирович (учёный)
Виктор Владимирович Юдин (род. 4 сентября 1947, Симферополь) — советский и российский ученый, геолог-тектонист, доктор геолого-минералогических наук, профессор. Специалист в области тектоники, региональной геологии, и геодинамики Севера Урала, Пай-Хоя, Крыма и Южного Донбасса. Вице-президент Межрегиональной общественной организации «Крымская академия наук», руководитель отделения естественных наук.

## Биография
Родился 4 сентября 1947 года в Симферополе Крымской области РСФСР в семье служащих. Выпускник 9-й средней школы г. Симферополя (1965). В 1970 году окончил Геологический факультет Ленинградского государственного университета по специальности «геолог-съемщик-поисковик».
22 года работал в Институте геологии Коми филиала Академии наук СССР (ныне Коми научный центр УрО РАН). Прошёл путь от старшего лаборанта до ведущего научного сотрудника (1992). В качестве начальника полевых отрядов провел 17 длительных экспедиций в удалённые районы Северного, Приполярного, Полярного Урала и Пай-Хоя. По специальности «геотектоника» защитил в Московском государственном университете кандидатскую диссертацию «Варисцийские структуры Западного склона Северного Урала» (1978), докторскую диссертацию на тему «Орогенез Севера Урала и Пай-Хоя» (1991).
С 1992 года 20 лет изучал тектонику Крыма и других регионов в Симферопольском Институте минеральных ресурсов в должностях: ведущий научный сотрудник, заведующий лабораторией геодинамики и заведующий отделом геолого-технологических исследований нерудных полезных ископаемых. В 2003—2013 годах — профессор кафедры инженерной геологии оснований и фундаментов Национальной академии природоохранного и курортного строительства (НАПКС, ныне Академия строительства и архитектуры Крымского федерального университета имени В. И. Вернадского). В 2012 году Институт минеральных ресурсов (ранее реформированный в Крымское отделение Украинского государственного геологоразведочного института) был полностью ликвидирован. Уменьшение финансирования в НАПКС привело к увольнению профессора с должности. Поэтому В. В. Юдин более десяти лет по своей инициативе и за свой счет проводит исследования геологии, тектоники, геодинамики Крыма и других регионов, опубликовав более 200 научных работ, включая 4 монографии, фотоатлас и геологическую карту Крыма. Живёт в Симферополе, ведет большую общественную работу.

## Основные научные достижения
На Европейском Севере провел детальное изучение тектоники северной половины Урала, Приуралья и Пай-Хоя, обосновал концепцию их строения из шарьяжей, впервые создал геодинамические модели строения и развития этих складчато-надвиговых областей. На основе теории тектоники плит разработал концепции длительной миграции складчатости на запад, послойных срывов и тектонической расслоенности земной коры. Построил сбалансированные палинспастические модели и дал прогноз нефтегазоносности конкретных структур в этих складчато-надвиговых областях. Был ответственным исполнителем работы по созданию «Структурно-тектонической карты Тимано-Печорской нефтегазоносной провинции» (1988), соисполнителем «Геодинамической карты СССР» (1990) и др.
В южных районах Европы разработал первую геодинамическую модель строения и развития Крыма и Донбасса. Выделил принципиально новые тектонические объекты: четыре коллизионные сутуры в ограничении террейнов, названных Украиния, Скифия и Крымия, 20 региональных шарьяжных меланжей, многочисленные надвиги и ретронадвиги, складки двойного опрокидывания, чешуи-дуплексы, послойные срывы, структуры поп-ап и др. Выявил тектоническую расслоенность осадочного чехла с послойными срывами. Открыл древнюю Горнокрымскую олистострому, а также шесть молодых наземных и подводных оползневых комплексов.
Составил и опубликовал первые структурно сбалансированные геологические карты с разрезами Крыма и Донбасса. Предложил семь генетических классификаций главных геодинамических процессов и объектов Земли.
В.В. Юдиным написано более 1000 научных работ. Более 515 из них опубликованы (в том числе 20 монографий, 19 препринтов и 4 карты), + 100 отчетов и информационных материалов, более 113 отзывов и рецензий на диссертации, авторефераты, отчеты, статьи и др. Оформлены 43 внедрения для поисков нефти, газа, золота, алмазов и других полезных ископаемых. Результаты апробированы в 333 докладах на международных, региональных и др. конференциях. Получено 44 награды. Более 350 публикаций посвящено геологии Крыма и соседних регионов. 

## Общественная деятельность
Академик Межрегиональной общественной организации «Крымская академия наук» (с 2004), член президиума, руководитель отделения естественных наук (2010-2024 г.), вице-президент Крымской академии наук (с 2019 г.). Член Всероссийского Географического Общества (с 2017 г.) и Всероссийского Геологического Общества (с 2019). Включен в Комиссию по экологической и энергетической безопасности при Совете министров Республики Крым (с 2014) и в коллегию Министерства экологии и природных ресурсов РК (с 2016). Научный редактор ежегодного сборника «Труды Крымской Академии наук» (2014—2022)

## Признание, награды
Удостоен следующих наград: медали В. И. Лучицкого «За заслуги в разведке недр» (2003), медали Л. И. Лутугина «За заслуги в разведке недр» (2007), медали «За заслуги» II степени (2007), золотой медали имени В. И. Вернадского (2013), медали имени Альфреда Вегенера (2014), медали «За доблестный труд» (2018), медали имени А. Е. Ферсмана «За заслуги в геологии» (2019).  серебряной медали им. С.Н. Иванова «за выдающиеся результаты в области наук о Земле и достоинство». Награждён грамотами и дипломами Правления общества «Знание» РСФСР (1983), Президента РАН (1999), Государственной геологической службы Украины, Председателя Верховной рады Автономной Республики Крым (2006), Министерства экологии и природных ресурсов Республики Крым РФ (2015), ), Президиума Крымской АН (2023) и др. За работу в соавторстве «Структура платформенного чехла Европейского Севера СССР» удостоен Премии Академии наук СССР (1982).
Лауреат Премии Республики Крым в номинации «Наука и научно-техническая деятельность» (2012). Имеет почетные звания «Заслуженный деятель науки и техники Автономной Республики Крым» (2013), «Ветеран труда» Российской федерации (2020).

## Список основных монографий
1. Юдин В. В. Варисциды Северного Урала. Ленинград, Наука, 1983, 174 с.
2. Юдин В. В. Орогенез Севера Урала и Пай-Хоя. Екатеринбург, УИФ «Наука», 1994. 284 с.
3. Юдин В. В. Геодинамика Южного Донбасса: Киев. УкрГГРИ. 2003. 92с.
4. Тимонин Н. И., Юдин В. В., Беляев А. А. Палеогеодинамика Пай-Хоя. Екатеринбург, изд-во Уральского отделения РАН, 2004. 226 с.
5. Юдин В. В. Тектоника Южного Донбасса и рудогенез. Киев, УкрГГРИ. 2006. 108 с.
6. Юдин В. В. Геодинамика Черноморско-Каспийского региона. Киев, УкрГГРИ, 2008. 117 с.
7. Юдин В. В. Геодинамика Крыма. Симферополь, ДИАЙПИ, 2011. 336 с.
8. Юдин В. В. Геодинамические комплексы Крыма. О индивидуальности фаз и циклов тектогенеза Европы на примере Крымско-Черноморского региона. Книга. LAP LAMBERT Academic Publishin, Saarbrücken, Germany. Науки о Земле. 2012 — 68 с.
9. Юдин В. В. Надвиговые и хаотические комплексы. Симферополь: ИТ «АРИАЛ», 2013. — 252 с.
10. Юдин В. В. Геология Крыма. Фотоатлас. Симферополь. ИТ «Ариал», 2017. 160 с.
11. Юдин В. В. Геологическая карта и разрезы Горного, Предгорного Крыма. Масштаб 1:200000. Изд. второе, дополненное. СПб, Картографическая фабрика ВСЕГЕИ, 2018